# مارغريت كرولي
مارغريت كرولي (بالإنجليزية: Margaret Crowley)‏ هي منافسة ألعاب القوى أسترالية، ولدت في 24 مايو 1967.

## وصلات خارجية
- مارغريت كرولي على موقع الاتحاد الدولي لألعاب القوى (الإنجليزية)
- مارغريت كرولي على موقع النتائج التاريخية لألعاب القوى الأسترالية (الإنجليزية)
- مارغريت كرولي على موقع أوليمبيديا (الإنجليزية)
- مارغريت كرولي على موقع اللجنة الأولمبية الأسترالية (الإنجليزية)